# Johannes Møller
Johannes Ludwig Heinrich Møller (8. oktober 1814 i Lübeck – 31. oktober 1885 i London) var en dansk miniaturemaler. Han var den sidste hofminiaturemaler i Danmark. 

## Karriere
Hans forældre var blikkenslagermester Peter Asmus Møller og Johanna Dorothea Vetter. Møller blev uddannet i København og rejste derpå til Paris, hvor han fuldendte sin uddannelse. I 1845 fik han det franske kunstakademis guldmedalje på Parisersalonen for miniaturportrætter af sine forældre og malede kongens, Ludvig Philips portræt. Samme år tog han til København, hvor han den 7. oktober 1844 blev agreeret på fire indsendte malerier. Den 10. december samme år fik han indfødsret ved et naturalisationspatent og blev derpå den 16. december optaget til medlem på et portræt af Christian VIII »med hænder«. Han underskrev straks eden og tog sæde i Akademiet, da han kort efter skulle rejse til Paris. Ved samme tid blev han hofminaturmaler og titulær professor og den 28. juni 1847 Ridder af Dannebrog. Efter et nyt ophold i Danmark i vinteren 1847-48 rejste han i 1848 pludseligt til Stockholm på grund af en kærlighedsaffære, derfra til London, hvor han fra 1860, fraregnet et besøg i Sankt Petersborg for at male hele den kejserlige familie, var bosat til sin død i begyndelsen af november 1885. I København udstillede han fra 1837-49, samt i 1854 et fra London hidsendt miniaturportræt. Ca. 1860 blev han medlem af Det russiske kunstakademi.
H.L. Galster var hans elev.
Han blev gift 29. juli 1841 i Aalborg med Eline Sofie Schou (14. september 1814 smst. - 26. juli 1878 i London), datter af hospitalsforstander Hans Schou (1763-1823) og Ellen Winther (1772-1819). 
Det Nationalhistoriske Museum på Frederiksborg Slot har et selvportræt af Johannes Møller.